# 失われた過去 (小説)
『失われた過去』（うしなわれたかこ）は、小糸のぶの短編小説。1954年に刊行された短編小説集『春の渦巻』に収録されている。
1986年、本作を原作としたテレビドラマが放送された。

## テレビドラマ
1986年6月2日〜7月18日にTBS「花王 愛の劇場」枠にて放送された。

### キャスト
- 平淑恵
- 石田純一
- 江藤潤
- 布施優一郎
- 山本耕一
- 北城真記子
- 竹井みどり
- 佐藤英夫
- 山之内滋美
- 中根徹
- 緋多景子
- 井出一男

### スタッフ
- 演出 - 窪川健造
- 脚本 - 芦沢俊郎
- 制作 - TBS、 東阪企画